# Internationales Jahr der Böden
Das Jahr 2015 wurde von den Vereinten Nationen zum Internationalen Jahr der Böden erklärt. Es war damit ein Teil der UN-Dekade zur Bekämpfung der Desertifikation. Der Beschluss erging durch die 68. Generalversammlung der Vereinten Nationen am 12. Dezember 2013, nachdem die Entscheidung gefallen war, den 5. Dezember als Weltbodentag auszurufen. 
Mit dem Jahr der Böden wollte die UNO auf die grundlegende Bedeutung aufmerksam machen, die Böden als nicht-erneuerbare Ressource für die natürlichen Ökosysteme, für Landwirtschaft und Ernährung und für viele Wirtschaftszweige haben. Insbesondere wollte sie auf die Gefährdungen von Böden, wie Flächenversiegelung, Desertifikation oder Versalzung und auf die damit einhergehenden Probleme hinweisen, aber auch mögliche Lösungsansätze aufzeigen und die Diskussion darüber anregen.
Zum Jahr der Böden wurde der nationale Wettbewerb BodenWertSchätzen mit den fünf Themenfeldern Landbewirtschaftung, Flächenmanagement, Flächennutzung, Flächenrecycling, Regionaler Garten- und Gemüsebau, Ausgestaltung von Pachtverträgen und Bildung und Öffentlichkeitsarbeit vom Rat für Nachhaltige Entwicklung (RNE) und der Deutschen Bundesstiftung Umwelt (DBU) ausgerichtet. In jeder Kategorie gab es drei Preisträger. Im Themenfeld Bildung und Öffentlichkeitsarbeit erreichte das Projekt 2000m² der Zukunftsstiftung Landwirtschaft Platz 1. Einen Sonderpreis erhielt die Kaiserstuhlgemeinde Eichstetten (Deutschland) im Jahr des 60. Jubiläums des lokalen Bio-Anbaus und des entsprechenden Engagements von lokalen Öko-Bauernhöfen und -Weingütern.